# Elesbão José de Bettencourt Lapa
Elesbão José de Bettencourt Lapa, 2.º visconde de Vila Nova de Ourém (22 de dezembro de 1831 — 15 de agosto de 1899) foi um nobre e militar português. Foi Governador-geral da Índia Portuguesa.

## Biografia
[carece de fontes?]
Assentou praça em Artilharia em 1849 e foi Comandante do Regimento de Artilharia N.º 4.
Entre 1870 e 1876 foi Capitão de Damão e terá ainda sido Governador de Diu.
Elesbão Lapa foi ainda o 107.º Governador da Índia Portuguesa, entre 1894 e 1895.
Entre outras honrarias Elesbão Lapa foi feito Comendador e Grande-Oficial da Ordem de Aviz.
Elesbão José de Bettencourt Lapa morreu 15 de agosto de 1899.